# Birmania en los Juegos Olímpicos de Roma 1960
Birmania estuvo representada en los Juegos Olímpicos de Roma 1960 por un total de 10 deportistas masculinos que compitieron en 5 deportes.
El equipo olímpico no obtuvo ninguna medalla en estos Juegos.